# 後藤和正
後藤 和正（ごとう かずまさ）は、日本の地方公務員。元茨城県土木部長。瑞宝小綬章受章。日本港湾協会鮫島賞受賞。

## 人物・経歴
北海道大学工学部土木工学科卒業後、茨城県入庁。茨城県新線沿線整備課長等を経て、2009年茨城県水戸土木事務所長。
茨城県土木部港湾課長、茨城県土木部都市局長を経て、2011年茨城県土木部長。
退任後、茨城ポートオーソリティ代表取締役社長、ひたちなか商工会議所副会頭。2014年度日本港湾協会鮫島賞受賞。2023年春の叙勲で瑞宝小綬章受章。